# Anumeta punctata
Anumeta punctata är en fjärilsart som beskrevs av Ménétriés 1849. Anumeta punctata ingår i släktet Anumeta och familjen nattflyn. Inga underarter finns listade i Catalogue of Life.